# Reportajes Canal +: Jon Sistiaga
Reportajes Canal +: Jon Sistiaga fue un programa televisivo dentro de la categoría reportaje/documental emitido de forma irregular durante el año por Canal+.

## Formato
Un programa de reportajes presentado por Jon Sistiaga en el que el espectador comparte con el periodista toda su investigación en distintos puntos del planeta.

## Reportajes
| Reportaje | Nombre                              | Día de estreno           | Pais           |
| --------- | ----------------------------------- | ------------------------ | -------------- |
| 1x01      | En las puertas del infierno         | 16 de junio de 2011      | Indonesia      |
| 1x02      | Los blancos de la ira               | 14 de septiembre de 2011 | Tanzania       |
| 1x03      | Los Señores de la Guerra            | 17 de noviembre de 2011  | Somalia        |
| 1x04      | A lomos de la bestia                | 14 de marzo de 2012      | México         |
| 1x05      | Entre Barras Bravas                 | 19 de junio de 2012      | Argentina      |
| 1x06      | Caminando sobre las bombas          | 21 de noviembre de 2012  | Afganistán     |
| 1x07      | Chernóbil, zona de alienación       | 23 de enero de 2013      | Ucrania        |
| 1x08      | Caza al homosexual                  | 10 de abril de 2013      | Uganda         |
| 1x09      | La América del odio                 | 9 de octubre de 2013     | Estados Unidos |
| 1x10      | No es país para mujeres             | 19 de febrero de 2014    | India          |
| 1x11      | Ruanda, cómo organizar un genocidio | 19 de junio de 2014      | Ruanda         |
| 1x12      | La mara vida                        | 10 de diciembre de 2014  | Honduras       |
| 1x13      | Colmillos de sangre                 | 3 de junio de 2015       | Kenia          |
| 1x14      | La tierra prometida                 | 29 de septiembre de 2015 | Palestina      |